# Bastian Balthazar Bux
Bastian Balthazar Bux (cujo nome deve ser ligado à sua origem latina, da qual provém o nosso termo bastião – é de fato o bastião, o guardião de um reino em perigo) é o protagonista do livro Die Unendliche Geschichte (título em português A História Sem Fim) do escritor alemão Michael Ende que também aparece nos  filmes e séries de tv baseados no livro.
Bastian é um menino gordo e incompetente que sofre graves problemas em seu colégio como abusos, insultos, humilhações e ridicularizações de seus colegas por inventar histórias que ele conta a si mesmo e por "viver com a cabeça nas nuvens".
Como ele não consegue enfrentar os problemas, prefere ocultar-se no mundo dos livros, mas um dia, correndo de seus perseguidores, se esconde em uma livraria, lugar onde conhece o dono Karl Konrad Koreander e encontra um livro de capa cor de cobre que chama imediatamente a atenção do introvertido Bastian: A História Sem Fim. Era exatamente tudo o que ele sempre havia sonhado, um livro que não tivesse fim! Ele rouba o livro (pretendendo devolver mais tarde) e corre debaixo da chuva até o colégio onde inicia a leitura e literalmente entra para dentro da história.
Bastian, a princípio, é apenas um leitor do livro, que narra a história da terra de Fantasia, o lugar onde todas as fantasias dos humanos se unem. Com o progresso do livro, porém, torna-se claro que alguns habitantes do lugar sentem a presença de Bastian, já que ele é a chave do sucesso da jornada sobre o que ele está lendo. Na metade do livro, ele entra na própria Fantasia e toma um papel mais ativo nela quando enfrenta a si mesmo -seu lado negro-, e segue em frente à maturidade num mundo formado por seus desejos.

## Atores que protagonizaram Bastian Balthazar Bux
1984: Barret Oliver no primeiro filme The Neverending Story.
1990: Jonathan Brandis no segundo filme The Neverending Story II.
1994: Jason James Richter no terceiro filme The Neverending Story III. 
1996: Christopher Bell voz do personagem em The Neverending Story desenho animado para televisão.
2001: Mark Rendall em Tales from the Neverending Story (mini-series da HBO).